# (14708) Slaven
(14708) Slaven (2000 CU26) – planetoida z pasa głównego asteroid okrążająca Słońce w ciągu 3,35 lat w średniej odległości 2,24 j.a. Została odkryta 2 lutego 2000 roku.